# Carex juvenilis
Espèce
Classification phylogénétique
Carex juvenilis est une espèce de plantes du genre Carex et de la famille des Cyperaceae.